# Maria Rus
Maria Rus (n. 19 ianuarie 1983, Sângeorz-Băi, România) este o fostă alergătoare română, specializată în probele de 400 m și 400 m garduri.

## Carieră
A început sportul de performanță la vârsta de 15 ani și în anul 1999 a participat la Campionatul Mondial de Juniori (sub 18) de la Bydgoszcz. La Campionatul Mondial de Juniori (sub 20) din 2000 de la Santiago de Chile ea a obținut locul 4 la 400 m și cu ștafeta României de 4×400 m a câștigat medalia de bronz. Anul următor, a obținut locul 6 și cu ștafeta de 4×400 m a câștigat medalia de bronz la Campionatul European de Juniori (sub 20) de la Grosseto.
Apoi s-a specializat în proba de 400 m garduri. În 2003 a câștigat medalia de bronz la Campionatul European de Tineret (sub 23) de la Bydgoszcz și la Universiada de la Daegu a obținut locul 4. Anul următor, a câștigat medalia de bronz cu ștafeta României (Angela Moroșanu, Alina Rîpanu, Maria Rus, Ionela Târlea) la Campionatul Mondial în sală de la Budapesta, stabilind un nou record național în sală cu un timp de 3:30,06 min. Tot în 2004 a participat la Jocurile Olimpice de la Atena unde această ștafetă de 4x400 m a ajuns pe locul 6. În 2005 a participiat la Campionatul Mondial de la Helsinki dar ștafeta nu a reușit să avanseze în finală.
Maria Rus a fost campioană națională în 2003 și în 2004 atât la 400 m cât și la 400 m garduri. A mai făcut parte din lotul olimpic al României până în 2007 dar după trei operații la genunchi a trebuit să renunțe la sport. În 2010 Rus s-a căsătorit cu fostul fotbalist Lucian Sânmărtean.
În 2004 ea a primit Medalia „Meritul Sportiv” clasa I.

## Realizări
| An   | Competiție                               | Locație              | Loc | Eveniment     | Note    |
| ---- | ---------------------------------------- | -------------------- | --- | ------------- | ------- |
| 1999 | Campionatul Mondial de Juniori (sub 18)  | Bydgoszcz, Polonia   | 9   | 400 m         | 55,26   |
| 2000 | Campionatul Mondial de Juniori (sub 20)  | Santiago, Chile      | 4   | 400 m         | 53,46   |
| 2000 | Campionatul Mondial de Juniori (sub 20)  | Santiago, Chile      | 3   | 4x400 m       | 3:34,49 |
| 2001 | Campionatul European de Juniori (sub 20) | Grosseto, Italia     | 6   | 400 m         | 54,20   |
| 2001 | Campionatul European de Juniori (sub 20) | Grosseto, Italia     | 3   | 4x400 m       | 3:41,12 |
| 2003 | Campionatul European de Tineret (sub 23) | Bydgoszcz, Polonia   | 3   | 400 m garduri | 57,01   |
| 2003 | Universiada                              | Daegu, Coreea de Sud | 4   | 400 m garduri | 56,34   |
| 2004 | Campionatul Mondial în sală              | Budapesta, Ungaria   | 3   | 4x400 m       | 3:30,06 |
| 2004 | Jocurile Olimpice                        | Atena, Grecia        | 6   | 4x400 m       | 3:26,81 |
| 2005 | Campionatul Mondial                      | Helsinki, Finlanda   | 10  | 4x400 m       | 3:30,97 |

## Recorduri personale
| Probă           | Performanță | Dată           | Locație   |
| --------------- | ----------- | -------------- | --------- |
| 400 m           | 52,64       | 4 iunie 2004   | București |
| 400 m garduri   | 56,09       | 3 iulie 2004   | Istanbul  |
| 4x400 m         | 3:26,81     | 28 august 2004 | Atena     |
| 400 m în sală   | 54,30       | 4 martie 2003  | Atena     |
| 4x400 m în sală | 3:30,06 RN  | 7 martie 2004  | Budapesta |